# Sid Ali Sabour
Sid Ali Sabour est un athlète algérien.

## Palmarès
| Date | Compétition            | Lieu     | Résultat | Épreuve          | Performance |
| ---- | ---------------------- | -------- | -------- | ---------------- | ----------- |
| 1990 | Championnats d'Afrique | Le Caire | 3e       | Saut à la perche | 4,40 m      |
| 1991 | Jeux africains         | Le Caire | 3e       | Décathlon        | 6 956 pts   |
| 1992 | Jeux panarabes         | Damas    | 1er      | Décathlon        | 6 820 pts   |
| 1995 | Championnats panarabes | Le Caire | 1er      | Décathlon        | 7 355 pts   |
| 1995 | Jeux africains         | Harare   | 3e       | Décathlon        | 6 986 pts   |
| 1996 | Championnats d'Afrique | Yaoundé  | 3e       | Décathlon        | 5 071 pts   |